# Trox sugayai
Trox sugayai is een keversoort uit de familie beenderknagers (Trogidae). De wetenschappelijke naam van de soort is voor het eerst geldig gepubliceerd in 1995 door Masumoto & Kiuchi.